# Тодор Димитров (лесовъд)
Вижте пояснителната страница за други личности с името Тодор Димитров.
Тодор Христов Димитров е български лесовъд, преподавател в Аграрно-лесовъдния факултет на Софийския университет с големи заслуги за развитието на лесовъдните науки в страната.

## Биография
Роден е в 1884 година в големия български македонски град Прилеп. Първоначално образование получава в родния си град, а гимназиално в Битолската българска класическа гимназия и в Сливенската гимназия. В 1907 година завършва лесоинженерство в Националното училище за водите и горите в Нанси и един от първите образовани лесовъди в България. От 1908 до 1919 година работи в различни ресовъдства в България – Трявна, Сливен, Казанлък и Бургас, предимно по укрепването на пороищата и по залесяването.
От 1919 до 1923 година е лектор в Горския отдел при Държавното средно техническо училище в София, а в 1921 – 1922 година в специализирания висш лесовъден курс. От 1 януари 1924 година става пръв доцент по частно лесовъдство в новооткрития Лесовъден отдел към Агрономическия факултет на Софийския университет. Димитров е първият доцент по лесовъдство в България и в продължение на няколко години единствен редовен хабилитиран преподавател в тази научна област. В 1927 година става извънреден, а в 1931 година – редовен професор по частно лесовъдство. Димитров е първият български професор по лесовъдство. От 1925 година до смъртта си е начело на катедрата по частно лесовъдство, а в 1935 – 1936 година е декан на Агрономо-лесовъдния факултет.
Заедно с друг виден български лесовъд, Софрони Стършенов, издава от 1931 до 1938 година „Горски справочник“, който дълги години е ценно помагало в практическата дейност на лесничеите.
Член и основател е на Дружеството на българските лесовъди и на Дружеството на лесовъдите-академици в България. Сред основателите е на Българското ботаническо дружество и е бил негов заместник-председател. Член е на Френското и Немското дендроложко дружество и на Швейцарското горско дружество.
Димитров изследва някои дървесни видове, занимава се с фитопатология, семезнание, култивиране на екзотични видове в България, лесовъдска библиография. Много от трудовете му са посветени изцяло на ботаниката, като основни в тази област са монографията му, с която се хабилитира за доцент и по-късните му изследвания върху бялата мура.
Умира на 5 май 1938 година в София. Погребан е в Централните софийски гробища.